# Rustico Filippi
Rustico Filippi († zwischen 1291 und 1300) war ein italienischer Lyriker des 13. Jahrhunderts.
Von Rustico sind 59 Sonette erhalten. Dabei handelt es sich zu etwa gleichen Teilen einerseits um Dichtungen zur höfischen Liebesthematik in der toskanischen Nachahmung der Sizilianischen Dichterschule und der okzitanischen Trobadordichtung, andererseits um burlesk-satirische Sonette auf in vielen Fällen historisch identifizierbare Zeitgenossen. Manches wie etwa sein Schimpfsonett auf den Geruch einer alten Frau (Dovunque vai conteco porti il cesso) ist dabei von kaum zu überbietender Drastik.
Über die Biographie Rusticos ist kaum etwas bekannt. Er war Florentiner, gehörte zur Gemeinde von Santa Maria Novella und verstarb zwischen 1291 und 1300. Brunetto Latini widmete ihm um 1260 seinen Favolello, Dante Alighieri könnte von einem der Gedichte Rusticcos zu seiner eigenen Tenzone (zwischen 1283 und 1292) mit Forese Donati, speziell zu der spöttischen Beschreibung von dessen Ehefrau, angeregt worden sein.
Bei seinen Zeitgenossen war Rustico als Dichter bekannt, und auch für einige weitere Generationen blieb er zumindest berüchtigt. So wird er in den Documenti d'Amore (um 1316) von Francesco Barberini als Verspötter der Frauen erwähnt. Seine Gedichte haben jedoch nach Lage der erhaltenen handschriftlichen Überlieferung über seine Lebzeiten hinaus keine große Verbreitung erlangt. Die meisten Texte (58 von 59) sind nur in einer einzigen Handschrift erhalten, der für die Überlieferung der frühen italienischen Lyrik bedeutsamen Sammlung des Codex Vaticanus latinus 3793, der in den 90er-Jahren des 13. Jahrhunderts geschrieben wurde. Eines seiner Gedichte findet sich in drei Handschriften des 14.–15. Jahrhunderts, ein weiteres erscheint mit dem Verfassernamen „Rustico barbuto“ in einer vatikanischen Handschrift des 15. Jahrhunderts, und ein drittes wurde 1523 von Pietro Bembo abgeschrieben.